# 兄島

兄島の空中写真。
2014年撮影の16枚を合成作成。
。

兄島（あにじま）は、小笠原諸島の父島列島の一部をなし、東京都小笠原村に属する無人島。
小笠原諸島の主島である父島とは、幅約800 mの兄島瀬戸をはさんだすぐ北に所在する。
当初無人島であったが、1888年に2人が入植した。しかし、地形全体が岩がちで水を得ることが難しかったために継続的な移住は行われなかった。そのため、大正時代に旧日本軍によって買収された。現在、島全体が国有地となっている。

## 小笠原空港の建設予定と自然保護
小笠原諸島は本土とは大きく隔たれているにもかかわらずアクセスは事実上船舶のみに限られているためアクセスを容易にするための空港建設が要望されていた。兄島は父島のすぐ北側にある上に、島の中央部が比較的平坦な地形をしており、小笠原諸島が日本に返還された直後に策定された復興長期計画の中で「空港建設予定地」とされた。
1987年6月の小笠原諸島返還20周年式典の席上で、東京都知事の鈴木俊一は兄島に空港を建設することを表明した。しかし、これまで本格的な人間の定住が行なわれたことがなく、小笠原諸島の中では自然の保存状態が良好であった兄島に空港を建設することに反対意見が噴出した。
1991年には研究者たちが合同で兄島の空港建設予定地の調査を行い、小笠原群島特有の乾性低木林が良好に保たれている兄島には、父島や母島では絶滅した陸産貝類が10種以上も生き残っていることが判明した。そして父島列島の主要島である父島、兄島、弟島の中では、兄島は小笠原諸島本来の生物多様性を保っていて、帰化種も少数に止まっている極めて良好な自然環境であることが判明した。
1996年1月、環境庁（現：環境省）は東京都に対して兄島の空港建設計画見直しを求める文書通達を行なった。これを踏まえて東京都は小笠原環境調査委員会を設け、小笠原群島全体の自然についての評価が行なわれた。この結果兄島全域が無条件保護・保全地域とされたため、兄島の空港建設計画は頓挫した。
現在、小笠原諸島の中で貴重な生態系が保存されている兄島では良好な自然環境を保護するとともに、環境に脅威を与えるクマネズミなどの外来種の駆除が計画されている。

## 地勢
- 面積: 7.87 km2
- 山
  - 見返山（標高254 m）
  - 大丸山
  - 立神山
  - 尖山
  - 菅笠山
  - 北二子山
  - 丸山